# Tra Vinh (provins)
Tra Vinh (vietnamesiska: Trà Vinh) är en provins i södra Vietnam. Provinsen består av stadsdistriktet Tra Vinh (huvudstaden) och sju landsbygdsdistrikt: Cang Long, Cau Ke, Cau Ngang, Chau Thanh, Duyen Hai, Tien Can samt Tra Cu.